# FC Ingolstadt 04
FC Ingolstadt 04 – niemiecki klub piłkarski, grający w 3. Lidze, mający siedzibę w mieście Ingolstadt, leżącym w Bawarii. W 2004 roku po fuzji zespół zajął miejsce klubu MTV Ingolstadt w rozgrywkach Oberligi Bayern (4. poziom), a 
w sezonie 2009/10 drużyna awansowała z 3. ligi do 2. Bundesligi. W sezonie 2014/15 FC Ingolstadt awansował do Bundesligi.
Sponsorem widniejącym na koszulkach piłkarzy jest firma Media Markt.

## Historia
- 05.02.2004 – został założony jako FC Ingolstadt 04 (fuzja klubów MTV Ingolstadt i ESV Ingolstadt)

## Sukcesy
- finalista Pucharu Bawarii (niem. Bayerischer Pokal): 2005
- zdobywca Pucharu Górnej Bawarii (niem. Oberbayern Pokal): 2005, 2006 i 2007

## Sezony
| Sezon     | Liga               | Poziom | Miejsce w lidze | Uwagi                    |
| --------- | ------------------ | ------ | --------------- | ------------------------ |
| 2004/2005 | Oberliga (Bayern)  | IV     | 2               |                          |
| 2005/2006 | Oberliga (Bayern)  | IV     | 1               |                          |
| 2006/2007 | Regionalliga (Süd) | III    | 5               |                          |
| 2007/2008 | Regionalliga (Süd) | III    | 2               |                          |
| 2008/2009 | 2. Bundesliga      | II     | 17              |                          |
| 2009/2010 | 3 liga             | III    | 3               | awans po barażach        |
| 2010/2011 | 2. Bundesliga      | II     | 14              |                          |
| 2011/2012 | 2. Bundesliga      | II     | 12              |                          |
| 2012/2013 | 2. Bundesliga      | II     | 13              |                          |
| 2013/2014 | 2. Bundesliga      | II     | 10              |                          |
| 2014/2015 | 2. Bundesliga      | II     | 1               |                          |
| 2015/2016 | Bundesliga         | I      | 11              |                          |
| 2016/2017 | Bundesliga         | I      | 17              |                          |
| 2017/2018 | 2. Bundesliga      | II     | 9               |                          |
| 2018/2019 | 2. Bundesliga      | II     | 16              | spadek po barażach       |
| 2019/2020 | 3 liga             | III    | 4               | przegrane baraże o awans |
| 2020/2021 | 3 liga             | III    | 3               | awans po barażach        |
| 2021/2022 | 2. Bundesliga      | II     | 18              |                          |
| 2022/2023 | 3 liga             | III    | 11              |                          |
| 2023/2024 | 3 liga             | III    | 10              |                          |
| 2024/2025 | 3 liga             | III    | 10              |                          |

## Obecny skład
Stan na 21 sierpnia 2021 r.
| Nr | Poz. | Piłkarz                                             |
| -- | ---- | --------------------------------------------------- |
| 1  | BR   | Robert Jendrusch                                    |
| 2  | OB   | Andreas Poulsen (wypożyczony z Borussia M'gladbach) |
| 3  | OB   | Dominik Franke                                      |
| 5  | OB   | Nico Antonitsch                                     |
| 6  | PO   | Rico Preißinger                                     |
| 7  | NA   | Dennis Eckert                                       |
| 8  | PO   | Nassim Boujellab (wypożyczony z Schalke 04)         |
| 9  | NA   | Fatih Kaya                                          |
| 10 | PO   | Marc Stendera                                       |
| 11 | PO   | Maximilian Beister                                  |
| 14 | NA   | Caniggia Elva                                       |
| 16 | OB   | Peter Kurzweg                                       |
| 17 | OB   | Michael Heinloth                                    |
| 19 | PO   | Marcel Gaus                                         |
| 20 | NA   | Jalen Hawkins                                       |
| 21 | OB   | Tobias Schröck                                      |
| 23 | PO   | Denis Linsmayer                                     |

| Nr | Poz. | Piłkarz                   |
| -- | ---- | ------------------------- |
| 24 | BR   | Fabijan Buntić            |
| 25 | OB   | Jonatan Kotzke            |
| 26 | OB   | Jan-Hendrik Marx          |
| 27 | OB   | Thomas Keller             |
| 28 | PO   | Yassin Ben Balla          |
| 30 | NA   | Arian Llugiqi             |
| 30 | NA   | Stefan Kutschke (kapitan) |
| 31 | NA   | Justin Butler             |
| 33 | NA   | Jeroen Krupa              |
| 34 | PO   | Merlin Röhl               |
| 35 | NA   | Filip Bilbija             |
| 36 | OB   | Silman El Baset           |
| 37 | PO   | Patrick Sussek            |
| 38 | OB   | Maximilian Neuberger      |
| 39 | BR   | Lucas Schellenberg        |
| 40 | BR   | Markus Ponath             |

## Inne sekcje klubu

### FC Ingolstadt 04 II
FC Ingolstadt 04 II jest drużyną rezerwową klubu FC Ingolstadt 04. Drużyna obecnie gra w Regionallidze Süd (odpowiednik czwartej ligi), a swoje mecze zespół rozgrywa na boisku Tuja-Stadion, należącym dawniej do zespołu ESV Ingolstadt. Trenerem drużyny jest Josef Albersinger. W 2004 roku po fuzji zespół zajął miejsce klubu ESV Ingolstadt w rozgrywkach Bezirksoberligi Oberbayern (6. poziom).

## Sukcesy
- 3 sezony w Bayernlidze (5. poziom – dawniej Oberliga Bayern): 2008/09-10/11.

Sezony
- 2004-05 (VI) Bezirksoberliga Oberbayern 5. miejsce
- 2005-06 (VI) Bezirksoberliga Oberbayern 2. miejsce (wicemistrz, awans do Landesligi Bayern-Süd)
- 2006-07 (V) Landesliga Bayern-Süd 6. miejsce
- 2007-08 (V) Landesliga Bayern-Süd 2. miejsce (wicemistrz, awans do Bayernligi)
- ---- reorganizacja rozgrywek piłkarskich w Niemczech ----
- 2008-09 (V) Bayernliga 6. miejsce
- 2009-10 (V) Bayernliga 6. miejsce
- 2010-11 (V) Bayernliga 2. miejsce (wicemistrz, awans do Regionalligi Süd)
- 2011-12 (IV) Regionalliga Süd ? miejsce